# Ołeksandr Kotowycz
Ołeksandr Wołodymyrowycz Kotowycz (ukr. Олександр Володимирович Котович, ur. 6 listopada 1960 w Wyszogrodzie) – ukraiński lekkoatleta, skoczek wzwyż, medalista halowych mistrzostw Europy. Podczas swojej kariery reprezentował Związek Radziecki.

## Kariera sportowa
Zdobył srebrny medal w skoku wzwyż na halowych mistrzostwach Europy w 1985 w Pireusie, przegrywając jedynie z Patrikiem Sjöbergiem ze Szwecji, a wyprzedzając Dariusza Biczysko z Polski. Na kolejnych halowych mistrzostwach Europy w 1986 w Madrycie zajął w tej konkurencji 10. miejsce.
Był halowym wicemistrzem ZSRR w skoku wzwyż w 1984 i brązowym medalistą w 1987.
Rekordy życiowe Kotowycza:
- skok wzwyż – 2,33 m (20 maja 1984, Sofia)
- skok wzwyż (hala) – 2,35 m (13 stycznia 1985, Wilno)